# Шведюк Володимир Петрович
Шведюк Володимир Петрович ( Вінницька область, Україна) — український військовик, бригадний генерал Збройних Сил України, командувач військ Оперативного командування «Захід» (з 2024). Учасник російсько-української війни.

## Життєпис
Народився в сім'ї військовослужбовця.
В 1990 році закінчив вище танкове командне училище.
Пройшов всі командні та штабні ланки.
Командував танковим батальйоном, був начальником штабу танкового полку, заступником командира окремої бригади морської піхоти ВМС, начальником штабу окремої бригади берегової оборони ВМС.
2001 року успішно завершив навчання у Національній Академії оборони України.
В квітні 2015 року був призначений на посаду начальника штабу — першого заступника командира 59 окремої мотопіхотної бригади.
З 2015 року по 2016 рік брав участь у бойових діях у Луганскій області в районі м. Попасна, Артемівськ, Золоте. З 2018 року по 2019 рік брав участь у бойових діях в районі Станиця Луганська, м. Щастя (місто).
У 2018-2019 роках — командир 59 окремої мотопіхотної бригади.
У 2019-2021 роках — слухач Національного університету оборони України.
У 2021 році заступник командувача Сил ТРО ЗСУ (до березня 2022).
З березня 2022 року по лютий 2023 року начальник штабу Угруповання Об'єднаних Сил ЗСУ, а після їх розформування - начальник штабу ОТУ «Лиман».
З 15 квітня 2024 командувач військ Оперативного командування «Захід».

## Відзнаки
- Орден Богдана Хмельницького II ст. (29 серпня 2022) — за особисту мужність і самовіддані дії, виявлені у захисті державного суверенітету та територіальної цілісності України, вірність військовій присязі.[8]
- Орден Богдана Хмельницького III ст. (11 жовтня 2018) — за вагомий особистий внесок у зміцнення обороноздатності Української держави, мужність, самовідданість і високий професіоналізм, виявлені під час бойових дій, зразкове виконання службових обов'язків.[9]
- Відзнака «Доблесть і честь».
- Відзнака «Знак пошани».
- Відзнака Міністерства оборони України «Вогнепальна зброя» (АПС).
- Лицарська почесна відзнака «Орден Звитяги» (2022).[10]

## Військові звання
- Полковник
- Бригадний генерал (17 червня 2022)[11]

## Фотогалерея
| [[Файл:\|center\|180px]] | [[Файл:\|center\|180px]] | [[Файл:\|center\|180px]] |